# Тупкараганский район
Тупкараганский район (каз. Түпқараған ауданы) — район на западе Мангистауской области. Административный центр — город Форт-Шевченко.

## История
До 1963 года назывался «Шевченковский район», с 1972 по 1992 год являлся территорией горсовета города Форт-Шевченко, а с 1992 года его называют нынешним названием.

## Административное деление
- город Форт-Шевченко
- Поселок Баутино
- Село Акшукур
- Кызылозен
- Село Саина Шапагатова
- Таушык

1. Кызылозенский сельский округ
2. Акшукурский сельский округ
3. Сельский округ Саина Шапагатова
4. Таушыкский сельский округ
5. Баутинский сельский округ